# Corbin
Corbin és una població dels Estats Units a l'estat de Kentucky. Segons el cens del 2000 tenia 7.742 habitants.

## Demografia
Segons el cens del 2000, Corbin tenia 7.742 habitants, 3.308 habitatges, i 2.067 famílies. La densitat de població era de 403,9 habitants/km².
Dels 3.308 habitatges en un 28,5% hi vivien nens de menys de 18 anys, en un 45,2% hi vivien parelles casades, en un 14,1% dones solteres, i en un 37,5% no eren unitats familiars. En el 34,9% dels habitatges hi vivien persones soles el 17% de les quals corresponia a persones de 65 anys o més que vivien soles. El nombre mitjà de persones vivint en cada habitatge era de 2,25 i el nombre mitjà de persones que vivien en cada família era de 2,89.
Per edats la població es repartia de la següent manera: un 23,3% tenia menys de 18 anys, un 8,7% entre 18 i 24, un 25,1% entre 25 i 44, un 22,6% de 45 a 60 i un 20,3% 65 anys o més.
L'edat mediana era de 40 anys. Per cada 100 dones de 18 o més anys hi havia 74,7 homes.
La renda mediana per habitatge era de 22.203 $ i la renda mediana per família de 32.784 $. Els homes tenien una renda mediana de 27.323 $ mentre que les dones 17.568 $. La renda per capita de la població era de 14.200 $. Entorn del 15,5% de les famílies i el 21% de la població estaven per davall del llindar de pobresa.

## Poblacions més properes
El següent diagrama mostra les poblacions més properes.